# Allied Joint Force Command Brunssum

Embleem van het Allied Joint Force Command Brunssum.

Het Allied Joint Force Command Headquarters Brunssum (HQ JFCB) is een militair hoofdkantoor van de NAVO op operationeel niveau. Het is gevestigd op het terrein van de voormalige Staatsmijn Hendrik te Brunssum in Nederland. Het werkzame personeel is afkomstig uit alle lidstaten van de NAVO en omvat circa 1800 personen. Hierbij zijn tevens de mensen gerekend die werkzaam zijn bij de NATO Communications and Information Agency (NCIA), de NATO AEW&C Procurement Agency (NAPMA) en de internationale school. 
De huidige commandant is Ingo Gerhartz, een generaal van de Luftwaffe. De uitwijklocatie voor JFC Brunssum in crisis- of oorlogstijd is de in Duitsland gelegen Castlegate bunker. Dit was het voormalige statische hoofdkantoor van de NAVO in oorlogstijd, maar heeft daarna een andere bestemming gekregen.

## Geschiedenis

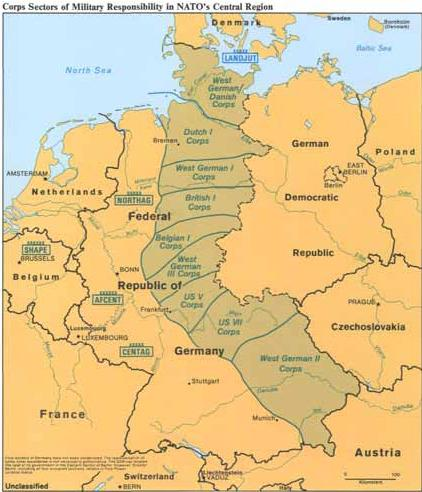
NAVO-legerkorpsen West-Europa jaren 1980

Van 1953 tot 1966 was het toenmalige hoofdkwartier Allied Forces Central Europe (AFCENT) in Fontainebleau gevestigd. Na het besluit van Frankrijk in 1966 onder De Gaulle om terug te treden uit de commandostructuur van de NAVO moest dit hoofdkwartier uit Frankrijk vertrekken. Als optionele locaties ter vervanging bood Nederland toen een aantal mijnen in de provincie Limburg aan. Deze locatie was mede ingegeven door de toen recente sluiting van de Limburgse mijnen.
Het nieuwe AFCENT-hoofdkwartier (1967-2000) werd in 1967 in de voormalige staatsmijn Hendrik in gebruik genomen, samen met de voormalige staatsmijn Emma in het nabijgelegen Hoensbroek en de Tapijnkazerne in Maastricht, waar enkele ondersteunende eenheden werden gelegerd. Deze faciliteiten zijn niet meer in gebruik. Hoofdkwartier en commando kwamen destijds onder Duits bevel met als eerste bevelhebber Allied Forces Central Europe (CINCENT) de generaal Johann Adolf Graf von Kielmansegg.
Tijdens de Koude Oorlog fungeerde AFCENT als het hoogste commando voor twee ondergeschikte landmachtcommando's en drie ondergeschikte luchtmachtstaven:
- de Northern Army Group (NORTHAG) te Rheindahlen met de British Army of the Rhine (BAOR) en de Central Army Group (CENTAG) in Heidelberg
- de Second Allied Tactical Air Force (2ATAF) te Rheindahlen, de Fourth Allied Tactical Air Force (4ATAF) in Heidelberg en Allied Air Forces Central Europe (AAFCE) in Ramstein.

Vanwege het uiteenvallen van de Sovjet-Unie en de veranderde toestand in de wereld volgde een herstructurering van de NAVO waarbij AFCENT in 2000 werd hernoemd tot Regionaal Hoofdkwartier Allied Forces North Europe (RHQ AFNORTH) met activiteiten primair gericht op Noord-Europa. Bij latere reorganisaties werd besloten dat de operationele hoofdkwartieren van de NAVO niet langer regionaal gebonden dienden te zijn. Hierop werd RHQ AFNORTH (2000–2005) opgeheven en hernoemd in Allied Joint Force Command (JFC) Headquarters Brunssum.  Na opnieuw wijzigingen in de operationele commandostructuur van de NAVO in 2011 en 2012 volgde ten slotte de aanpassing tot de huidige naam: Headquarters Allied Joint Force Command (HQ JFC Brunssum).  
Brunssum was eveneens de locatie van waaruit het Canadian Forces Network (CFN) radio-uitzendingen voor het hoofdkwartier en enkele omliggende garnizoenen verzorgde. Dit gebeurde tussen 1978 en 2014, tot aan de opheffing van CFN.

## Taken
JFC Brunssum heeft de volgende taken:
- het is als operationeel hoofdkwartier out of theatre belast met het leveren van 'Command & Control' (C2) aan de NAVO-missie Resolute Support (RSM) in Afghanistan. RSM is een ondersteunende missie gebaseerd op het geven van training, advies en assistentie aan de Afghaanse politie en strijdkrachten. RSM is gebaseerd op een Status of Forces Agreement (SOFA), goedgekeurd en geratificeerd door het Afghaanse parlement in 2014 en dient niet verward te worden met de - geheel andere - ISAF-missie.
- aansturing van Enhanced Forward Presence (EFP) in Noordoost-Europa. Zij geschiedt middels inzet van vier elkaar aflossende multinationale battlegroups in Estland, Letland, Litouwen en Polen. Vanwege de door de NAVO-landen als steeds agressiever ervaren opstelling van Rusland is het doel hiervan het afgeven van een duidelijk teken aan dat een aanval op een van de genoemde landen wordt beschouwd als een aanval op de gehele NAVO.[4]
- aansturing van de NATO Response Force (NRF). De NRF kan worden ingezet als een collectieve militaire verdedigingsmacht, voor het geven van grootschalige militaire hulp bij grote rampen en voor de bescherming van belangrijke infrastructuur. Een en ander omvat het zeer snel versterken en inzetten van twintig- tot veertigduizend militairen.
- aansturing van NATO Force Integration Units (NFIU). Er zijn acht van deze eenheden gelegerd in Bulgarije, Estland, Hongarije, Letland, Litouwen, Polen, Roemenië en Slowakije die fungeren als lokaal hoofdkwartier. Middels het aangeven van de lokale logistieke mogelijkheden, van mogelijke aanvoerroutes en van aanwezige ondersteunende infrastructuur maken zij een snelle inzet van NAVO-troepen ter bescherming van de noordelijke en oostelijke NAVO-flanken, ondersteuning van collectieve defensieplanning en hulpverlening bij trainingen en oefeningen mogelijk. Zij vervullen een rol als verbinding tussen de NAVO en de nationale legers van de genoemde landen.